# Grotte de la Loutinière
La grotte de la Loutinère est une cavité naturelle de la commune de Rigny-Ussé, département d'Indre-et-Loire.

## Spéléométrie
La dénivellation de la cavité est d'environ 10 m pour un développement de 564 m.

## Contexte géologique
La grotte s'ouvre dans le tuffeau jaune du Turonien supérieur (Crétacé).  
L'orifice de la cavité s'ouvre au fond d'une vallée aveugle qui draine une partie du bois d'Ussé. Les écoulements superficiels y sont rares, ce qui est caractéristique d'un drainage karstique. Le ruisseau qui parcourt la grotte a été jaugé par le Groupe spéléologique de Rennes à 0,03 l/s. Plusieurs colorations ont été effectuées et ont permis d'identifier la résurgence dont le débit est de 0,04 l/s.  

## Risques naturels
Le 9 mai 1975 à la suite d'un orage, dix-sept enfants d’un institut médico-éducatif (IMP) du département des Deux-Sèvres se trouvent bloqués dans la grotte par une crue. Le groupe, réfugié dans les grandes salles de la cavité à environ 500 m de l’entrée, attend la décrue. En effet, la zone d’entrée de la grotte est constituée d’un laminoir assez bas d’une centaine de mètres, qui plus est parcouru par un ruisseau. Ce laminoir est impraticable pour des enfants atteints de troubles neurologiques légers. Après pompage du ruisseau, les enfants peuvent enfin sortir.